# Fantasia sessuale

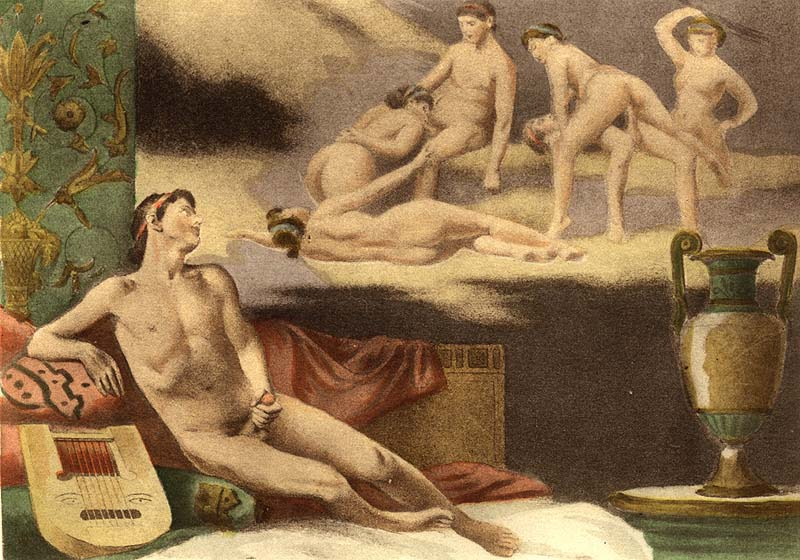
Dipinto di Édouard-Henri Avril raffigurante una fantasia sessuale che aiuta la masturbazione

Le fantasie sessuali o erotiche sono tutte quelle immagini mentali o modelli di pensiero, consci o inconsci, che possono comparire nell'immaginazione durante il rapporto sessuale o che ci si crea appositamente (tramite un pensiero o un ricordo) per produrre una situazione di eccitazione sessuale. Tutto ciò che può dar luogo ad un'eccitazione può dar luogo anche ad una fantasia.
La fantasia sessuale risiede interamente nella mente di una persona, può essere attivata autonomamente attraverso vari mezzi, ad esempio da un testo di letteratura erotica, dalla visione di un film pornografico o da altri tipi d'immagini, come fotografie e rappresentazioni di arte erotica.
Le fantasie sessuali sono un fenomeno quasi universale; tuttavia, a causa della natura estremamente trasgressiva e considerata come un tabù di alcune di queste, ci si auto-impedisce la loro messa in pratica: alcune persone trovano più consono cercar di realizzare le proprie fantasie attraverso un gioco di ruolo sessuale.
Una fantasia può essere un'esperienza positiva o negativa, o addirittura le due cose contemporaneamente; può rappresentare la risposta ad un'esperienza vissuta nel passato e può giungere ad influenzare nel futuro il proprio comportamento sessuale. Il termine può anche descrivere un genere letterario, cinematografico o artistico; tali opere possono venire apprezzate per la loro qualità estetica. Ad esempio, le rappresentazioni di sadomasochismo nella fiction e il genere Women in prison sono due tipi di immaginari che possono ricondurre a fantasie sessuali.
Al di fuori del caso specifico dato dalla pornografia, anche film non porno possono includere sequenze di fantasie sessuali: è il caso di Gli strani amori di quelle signore, Amarcord e American Beauty. In molti casi, l'uso di scene di fantasia consente l'inserimento all'interno di un'opera di materiale indicante lo stato mentale erotizzato del personaggio.

## Metodologia

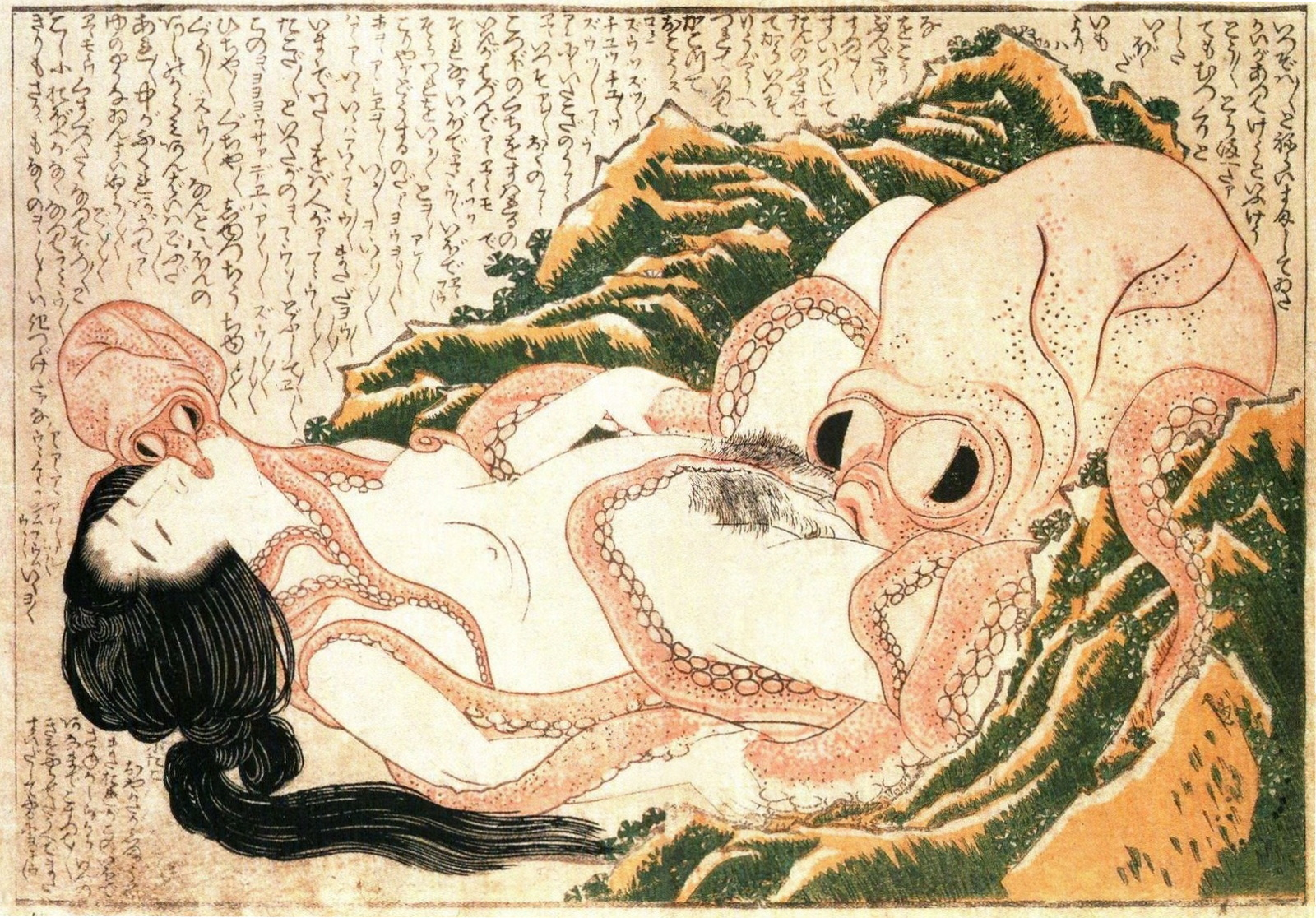
Il sogno della moglie del pescatore di Hokusai è una rappresentazione artistica di fantasia sessuale

A causa della difficoltà nell'identificare e misurar oggettivamente la natura delle fantasie sessuali, molti studi si occupano esclusivamente della fantasia cosciente durante lo stato di veglia; questa viene misurata per lo più utilizzando tre tecniche:
1. Viene fornita una lista di fantasie agli intervistati, chiedendo loro d'indicare quelle che hanno sperimentato, con quale frequenza ed in quale contesto. Tale metodo si basa sul richiamo retrospettivo, il che può limitarne l'accuratezza.
2. Chiedere agli intervistati di scrivere in forma narrativa le proprie fantasie sessuali. Questo metodo può esser soggetto ad una certa auto-censura data dal fattore di desiderabilità sociale.
3. Far registrar le fantasie sperimentate nel corso di un determinato periodo di tempo

Per rendere affidabile l'indicazione di una fantasia i ricercatori possono verificare l'effettiva eccitazione tramite tecniche strumentali di misurazione della pressione sanguigna e della frequenza cardiaca. Uno studio condotto nel 1977 aveva constatato che i maschi hanno una maggior frequenza di forte eccitazione, mentre le femmine si trovano maggiormente in uno stato di bassa eccitazione; inoltre le donne hanno un più ampio immaginario romantico rispetto agli uomini i quali prediligono invece fantasie più esplicite.
La maggior parte degli studi si sono svolti in epoca moderna e solo all'interno della società occidentale e v'è carenza di ricerche basate sulle diverse età della vita, ad esempio come le varie fantasie possono cambiare o modificarsi negli anni.

## Finalità

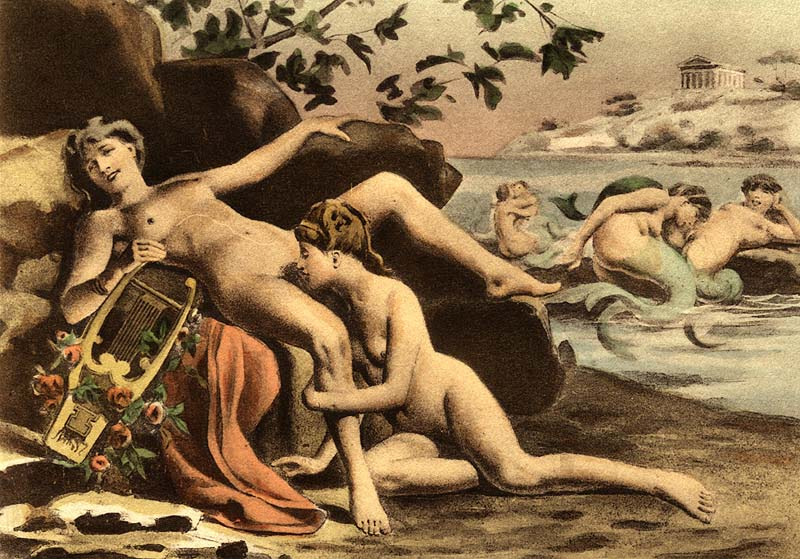
Sia sesso orale che partecipare od assistere ad atti intimi tra lesbiche sono due delle fantasie sessuali più diffuse per uomini e donne

Gli scenari di fantasie sessuali variano notevolmente da un individuo all'altro, influenzate come sono dai desideri e dalle esperienze personali. Le fantasie sono spesso utilizzate per sfuggire alle reali restrizioni sessuali o condizione in astinenza sessuale in cui ci può trovare; si possono immaginare scenari pericolosi o illegali, quali la violenza sessuale (la fantasia di stupro è in certi casi relativamente comune), la castrazione o il sequestro di persona. Tali fantasie permettono d'immaginare se stessi in un contesto e in ruoli che normalmente non si vengono ad avere, o che non si avrebbe mai il coraggio di realizzare.
Le fantasie hanno un'enorme influenza sul comportamento sessuale e possono rappresentare anche l'unica causa di un orgasmo; mentre vi sono diversi temi comuni nelle fantasie, qualsiasi oggetto o atto può venir erotizzato nel caso particolare.
Le persone spesso usano le fantasie per pianificare futuri incontri sessuali; fantasie di tipo sessuale si verificano in tutti gl'individui e possono frequentarsi in qualsiasi momento della giornata, anche se vi è una maggior frequenza d'esse durante il sogno. La fantasia sessuale è molto frequente anche durante la masturbazione ed è comune sia ai maschi che alle femmine.

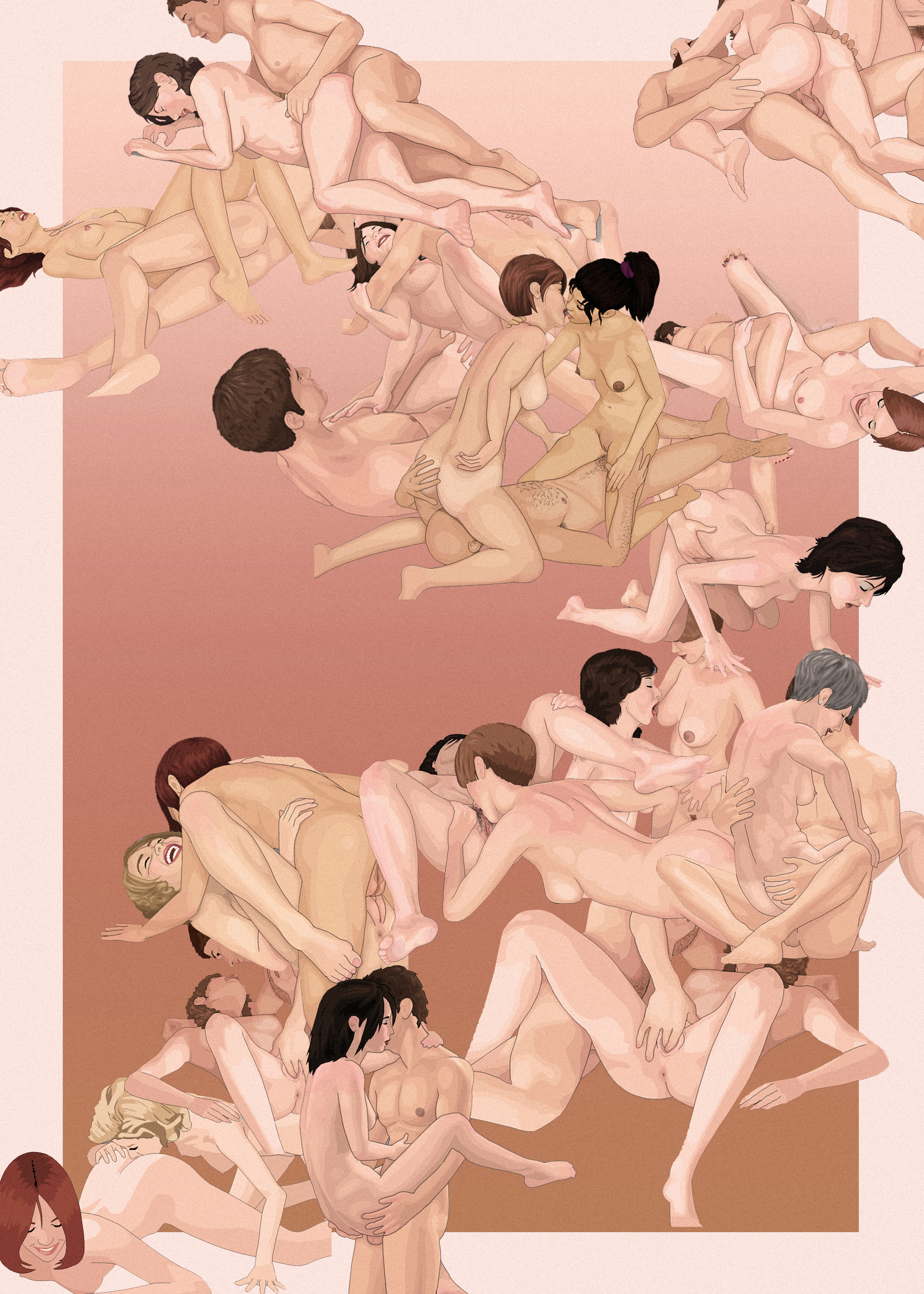
Il sesso di gruppo e le situazioni orgiastiche sono tra le fantasie sessuali più comuni

Durante il periodo d'intimità sessuale, alcuni possono usare le proprie fantasie anche per accrescere la sensazione di piacere sessuale del momento; l'uomo può usarla per mantenere l'eccitazione, mentre la donna per annullare eventuali aspetti indesiderati del rapporto. A differenza delle donne, gli uomini tendono a focalizzare maggiormente l'attenzione su una zona specifica del corpo, sono più propensi a concentrarsi sulla stimolazione fisica di una zona e non si vedono come un "tutto".
Molte coppie condividono le rispettive fantasie per sentirsi più vicini ed accrescere la fiducia e l'intimità reciproca; alcune di esse condividono le fantasie all'interno di una relazione di sesso non penetrativo e ciò è stato anche proposto come spiegazione plausibile per l'aumento delle pratiche BDSM durante gli anni ottanta: al fine d'evitare di contrarre l'HIV ci si rivolse al sadomaso come "modo sicuro" di realizzazione delle proprie fantasie.
Le fantasie sessuali possono inoltre esser utilizzate come parte di una terapia sessuale; le donne che soffrono di anorgasmia sono comunemente incoraggiate a crearsi fantasie e a masturbarsi. Una ricerca del 1986 sulle donne sposate ha indicato che le fantasie sessuali aiutano sia per eccitarsi che per raggiungere più facilmente l'orgasmo.

## Tipologie

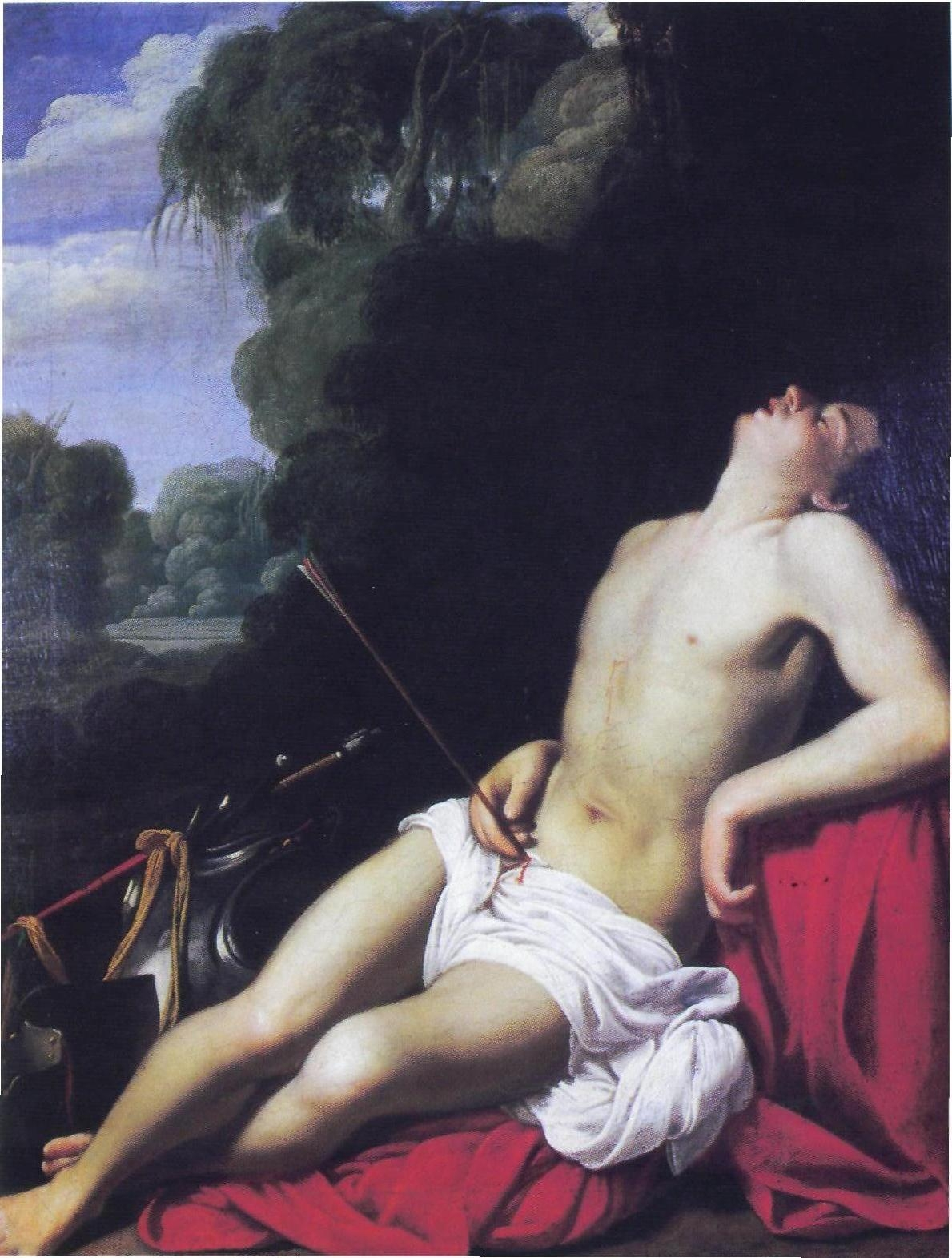
San Sebastiano è stato storicamente rappresentato sia come icona religiosa che come figura di fantasia sessuale segreta, soprattutto tra gli omosessuali

L'incidenza delle fantasie sessuali è quasi universale ma può variare per identità di genere, età, orientamento sessuale e società d'appartenenza. In genere le fantasie sessuali più comuni sia per gli uomini che per donne riguardano l'infedeltà (sognare di avere rapporti sessuali con un partner differente dal proprio), il sesso orale, le posizioni sessuali, il sesso di gruppo. 
Alcune fantasie sessuali si manifestano durante il sonno, sotto forma di sogni erotici. Tali sogni possono riflettere desideri inconsci o fantasie represse, oppure rappresentare elaborazioni simboliche prodotte dalla mente durante il sonno REM. Spesso vissuti come esperienze intense e realistiche, i sogni erotici possono talvolta contribuire alla comprensione delle proprie inclinazioni sessuali. 

### Differenze di genere
Le fantasie maschili tendono a concentrarsi su immagini visive esplicite e dettagli anatomici, mentre quelle delle donne tendono a contener un maggior grado di connessione emotiva o romantica; gli uomini poi, sia eterosessuali che omosessuali, sono più interessati ai vari tipi di stimolazione sessuale e ai rapporti occasionali.
Un'altra differenza tra le fantasie maschili e quelle femminili è che gli uomini sono più propensi a crearsi fantasie come il threesome e l'orgia; i sessi poi differiscono anche in termini d'immaginario nelle situazioni di dominazione-sottomissione, per cui le donne molto più degli uomini fantasticano di ritrovarsi in una posizione sottomessa o da slave (BDSM). Infine le donne preferiscono metter persone conosciute nelle loro fantasie rispetto a perfetti estranei.

### Fantasie più comuni
Secondo una ricerca condotta nel 1994 tra le fantasie più comuni tra i maschi vi è il sesso orale (85%), utilizzare una posizione sessuale inusuale (72%), avere un rapporto sessuale che duri per delle ore (67%), avere due o più partner contemporaneamente (57%), sverginare una donna (54%), farlo di fronte allo specchio (46%), essere masturbati (46%), usare un linguaggio volgare durante il rapporto (44%), avere un rapporto sessuale con una sconosciuta (41%), praticare il sesso anale (35%), avere rapporti sessuali con donne molto più grandi (32%) o molto più giovani (30%), fantasie di sadomasochismo (31%), essere violentati da una donna (26%), essere legati o ammanettati e altre fantasie di tipo bondage (24%), fantasie di voyeurismo (24%), violentare una donna (19%), fantasie omosessuali (9%).
Tra le femmine le fantasie che appaiono maggiormente sono: sesso orale (70%), usare una posizione inusuale (57%), farlo durare per delle ore (42%), farlo di fronte allo specchio (35%), essere masturbate (33%), usare un linguaggio volgare e violento (26%), farlo con uno sconosciuto (25%), fantasie sadomaso (25%), fantasie omosessuali (22%), violentare un uomo (22%), sesso di gruppo (21%), guardare altri che hanno rapporti sessuali (20%), essere legata o ammanettata (19%), farlo con uno molto più grande (13%) o molto più giovane (12%), farlo in pubblico (12%), sesso anale (11%), essere violentata da un uomo (11%), sverginare un uomo (10%), essere trattata come una prostituta (9%).

### Articoli su riviste specializzate
- (EN)  A. Scott Aylwin, John R. Reddon e Andrew R. Burke, Sexual Fantasies of Adolescent Male Sex Offenders in Residential Treatment: A Descriptive Study, in Archives of Sexual Behavior, vol. 34, n. 2, 2005,  pp. 231-239, DOI:10.1007/s10508-005-1800-3, PMID 15803256.
- (EN)  Gurit E. Birnbaum, Beyond the borders of reality: Attachment orientations and sexual fantasies, in Personal Relationships, vol. 14, n. 2, 2007,  pp. 321-342, DOI:10.1111/j.1475-6811.2007.00157.x.
- (EN)   Dinesh Bhugra, Qazi Rahman e Rahul Bhintade, Sexual fantasy in gay men in India: a comparison with heterosexual mean, in Sexual and Relationship Therapy, vol. 21, n. 2, 2006,  pp. 197-207, DOI:10.1080/14681990600554207.
- (EN)   Earl R. Carlson e Catherine Elaine Havelock Coleman, Experiential and motivational determinants of the richness of an induced sexual fantasy, in Journal of Personality, vol. 45, n. 4, 1977,  pp. 528-542, DOI:10.1111/j.1467-6494.1977.tb00169.x, PMID 592084.
- (EN)   Bruce J. Ellis e Donald Symons, Sex Differences in Sexual Fantasy: an Evolutionary Psychological Approach, in The Journal of Sex Research, vol. 27, n. 4, 1990,  pp. 527-555, DOI:10.1080/00224499009551579, JSTOR 3812772.
- (EN)   Julia R. Heiman, A Psychophysiological Exploration of Sexual Arousal Patterns in Females and Males, in Psychophysiology, vol. 14, n. 3, 1977,  pp. 266-274, DOI:10.1111/j.1469-8986.1977.tb01173.x, PMID 854556.
- (EN)   Jean Knox, Sex, shame and the transcendent function: the function of fantasy in self development, in Journal of Analytical Psychology, vol. 50, n. 5, 2005,  pp. 617-639, DOI:10.1111/j.0021-8774.2005.00561.x, PMID 16255728.
- (EN)   Harold Leitenberg e Kris Henning, Sexual Fantasy, in Psychological Bulletin, vol. 117, n. 3, 1995,  pp. 469-496, DOI:10.1037/0033-2909.117.3.469, PMID 7777650.
- (EN)   Robert A. Mednick, Gender-Specific Variances in Sexual Fantasy, in Journal of Personality Assessment, vol. 41, n. 3, 1977,  pp. 248-254, DOI:10.1207/s15327752jpa4103_4, PMID 886421.
- (EN)   L.J. Nicholas, The Association Between Religiosity, Sexual Fantasy, Participation in Sexual Acts, Sexual Enjoyment, Exposure, and Reaction to Sexual Materials Among Black South Africans, in Journal of Sex & Marital Therapy, vol. 30, n. 1, 2004,  pp. 37-42, DOI:10.1080/00926230490247264.
- (EN)   David Smith e Ray Over, Male Sexual Arousal as a Function of the Content and the Vividness of Erotic Fantasy, in Psychophysiology, vol. 24, n. 3, 1987,  pp. 334-339, DOI:10.1111/j.1469-8986.1987.tb00304.x, PMID 3602290.
- (EN)   Donald S. Strassberg e Lisa K. Lockerd, Force in Women's Sexual Fantasies, in Archives of Sexual Behavior, vol. 27, n. 4, agosto 1998,  pp. 403-415, DOI:10.1023/A:1018740210472, ISSN 1573-2800 (WC · ACNP).

### Libri
- (EN) Seymour Fisher, Sexual Images of the Self. The Psychology of Erotic Sensations and Illusions, 1ª ed., Hillsdale, New Jersey, Lawrence Erlbaum Associates, Inc., 1989, ISBN 978-0-8058-0439-3.
- (EN) Nancy Friday, My Secret Garden. Women Sexual Fantasies, Simon & Schuster, 1973.
- (EN) Nancy Friday, Forbidden Flowers. More Women’s Sexual Fantasies, Simon & Schuster, 1975.
- (EN) Nancy Friday, Men In Love, New York, Delta Trade Paperbacks, 1998, ISBN 0-385-33342-0.
- (EN) Spencer A. Rathus, Jeffrey S. Nevid, Lois Fichner-Rathus, Edward S. Herold e Sue Wicks McKenzie, Human sexuality in a world of diversity, 2ª ed., New Jersey, Pearson Education, 2005, ISBN 978-0-205-40615-9.
- (EN) Gini Graham Scott, The Power of Fantasy. Illusion and Eroticism in Everyday Life, 1ª ed., New York, Carol Publishing Group, 1994, ISBN 978-1-55972-239-1.
- (EN) Glenn Daniel Wilson, The secrets of sexual fantasy, 1ª ed., Londra, J.M. Dent & Sons Ltd., 1978, ISBN 978-0-460-04309-0.

### Tesi e dissertazioni
- (EN)   Orion Davidoff, Social Influences As A Mediator Of Gender Differences In Sexual Fantasy, Sexual Desire, and Sexual Behavior, 2005., presented to the Department of Psychology of the University of South Carolina.
- (EN)   Andrea Taylor Frostino, Guilt And Jealousy Associated With Sexual Fantasies Among Heterosexual Married Individuals, agosto 2006., presented to the Faculty of the School of Human Service Professions, Widener University.
- (EN)   Lisa Girolami, A Comparison Of The Content Of Sexual Fantasies Of Lesbian And Heterosexual Women, agosto 2005., presented to the Department of Educational Psychology, Administration, and Counseling, California State University.
- (EN) The American Sex Survey. A Peek Beneath the Sheets (PDF), su ABC News, ABC, 21 ottobre 2004.

| Controllo di autorità | LCCN (EN) sh85120734 · GND (DE) 4130998-4 · BNE (ES) XX538656 (data) · BNF (FR) cb11966875n (data) · J9U (EN, HE) 987007536453805171 |